# جون كرايغ إيتون
جون كرايغ إيتون هو شخصية أعمال كندي، ولد في 28 أبريل 1876 في تورونتو في كندا، وتوفي في 30 مارس 1922 بسبب ذات الرئة.